# Droit de suite na polskim rynku sztuki
Droit de suite na polskim rynku sztuki (wym. [dʁwa də sɥit]) – obowiązujące w Polsce uprawnienie autora bądź jego spadkobierców (ustawowych i testamentowych) do otrzymania wynagrodzenia z tytułu zawodowej odsprzedaży oryginalnych egzemplarzy dzieł sztuki. Droit de suite odnosi się głównie do rynku aukcyjnego i antykwarycznego. Dotyczy przede wszystkim dzieł plastycznych. Jest to prawo obowiązujące, tak jak inne prawa autorskie, do 70 lat po śmierci autora. Aby otrzymać wynagrodzenie z tytułu droit de suite artyści (bądź spadkobiercy) sami muszą się o nie ubiegać.
Droit de suite wprowadzono do polskiego prawa w 1935 roku (nowelizacją ustawy z dnia 29 marca 1926 roku o prawie autorskim, Dz.U. Nr 48, póz. 286 ze zm.). Zostało ono odrzucone w ustawie z dnia 10 lipca 1952 roku (Dz.U. Nr 34, póz 234 ze zm.), po czym przywrócono je do ustawy z dnia 4 lutego 1994 roku o prawie autorskim i prawach pokrewnych (t.j. Dz.U. z 2017 r. poz. 880 dalej jako pr. aut.). Ustawa ta obowiązuje do chwili obecnej.

## Droit de suitena tle europejskim
Powstanie terminu wiąże się z rokiem 1920, gdy we Francji dzieła wykluczane z oficjalnych salonów osiągały po pewnym czasie wysoką wartość, z czego zysk czerpali kolekcjonerzy, a nie twórcy dzieła. W okresie międzywojennym pojęcie droit de suite wprowadzono do ustawodawstw części państw europejskich. W polskiej ustawie o prawie autorskim termin pojawił się w 1935 roku. Pojęcie zaczęło obowiązywać na mocy konwencji berneńskiej, w jej redakcji brukselskiej, w art. 14 bis. Obecnie obowiązuje w art. 14 ter aktu paryskiego konwencji berneńskiej. Zgodnie z założeniem twórca, a po jego śmierci osoby fizyczne lub prawne uprawnione zgodnie z ustawodawstwem krajowym, korzystają z niezbywalnego prawa do udziału w sprzedaży danego dzieła, następującej po pierwszym przeniesieniu własności dzieła przez twórcę.

## Uzasadnienie i kontrowersje
Argumentem, którego używa się w dyskusji o zasadność istnienia droit de suite, jest wpływ artysty na sukces finansowy dzieła. Podkreśla się, iż w szczególności w początkowym etapie twórczości artyści sprzedają swoje dzieła po zaniżonych cenach. Wartość tych prac od początku jest wyższa, jednak ze względu na brak wyrobionej rozpoznawalności, twórcy godzą się na niższe stawki. Z czasem artyści wpływają na cenę także swoich wczesnych prac poprzez dorobek artystyczny i renomę w świecie sztuki. Zatem zyski z późniejszej odsprzedaży dzieł stanowią również wynik pracy samych twórców. Warto dodać, iż rozwiązania proponowane w ramach droit de suite mają szansę ograniczyć sztuczne budowanie cen na rynku sztuki. Ponadto istnieje też szansa na ograniczenie handlu falsyfikatami dzięki wykorzystaniu możliwości, jakie daje droit de suite.
Z drugiej jednak strony podkreśla się, że wartość dzieła oraz jej wzrost nie jest zależny tylko od twórcy. Rolę mają również krytycy, marszandzi i wiele innych osób, zajmujących się promowaniem czy obrotem sztuką. Kolejnym argumentem przeciwko droit de suite jest wysokość kosztów administracyjnych związanych z poborem wynagrodzenia. Koszty te mogą znacznie obniżać ostateczną wysokość wynagrodzenia dla artystów. Kolejną z wątpliwości, jakie budzi droit de suite jest to, że z ekonomicznego punktu widzenia jest nieefektywne oraz wspiera głównie artystów znanych i pokazywanych dzięki uzyskanej już pozycji, zamiast wspierać tych, którzy tego potrzebują.

## Przedmiotdroit de suite
Dyrektywa nr 2001/84/EC Parlamentu Europejskiego i Rady określa, co kryje się pod pojęciem „oryginalnych dzieł sztuk plastycznych”. Odnosi się ono do grafiki, obrazów, kolaży, malowideł, rysunków, litografii, rzeźby, tkaniny artystycznej, ceramiki, szkieł artystycznych, fotografii, pod warunkiem, że zostały one wykonane osobiście przez artystę lub pod jego kontrolą, numerowane, lub inaczej autoryzowane przez twórcę. Dyrektywa UE nie obejmuje rękopisów utworów literackich i muzycznych, jednak polskie prawo poszerza w tej kwestii rozumienie przedmiotu droit de suite.
Droit de suite nie obejmuje wyrobów twórczości jubilerskiej, jak i dzieł architektury. Jest to podyktowane brakiem możliwości oddzielenia wartości materiału od wartości niematerialnej. Nawet najbardziej unikatowe dzieła tego typu nie stanowią podstawy do ubiegania się o droit de suite przez twórcę bądź spadkobiercę.

## Skala stawek
W Polsce opłata kryjąca się pod droit de suite obliczana jest według poniższej skali stawek:
- 5% od części ceny sprzedaży, jeżeli ta część zawiera się w przedziale do równowartości 50 000 euro,
- 3% od części sprzedaży, jeżeli ta część jest zawarta w przedziale od równowartości 50 000,01 do 200 000 euro,
- 1% od części ceny sprzedaży, jeżeli ta część jest zawarta w przedziale od równowartości 200 000,01 do 350 000 euro,
- 0,5% od części ceny sprzedaży, jeżeli ta część jest zawarta w przedziale od równowartości 350 000,01 do 500 000 euro,
- 0,25% od części ceny sprzedaży, jeżeli ta część jest zawarta w przedziale, który przekracza równowartość 500 000 euro.

Maksymalna kwota wynagrodzenia określona przez dyrektywę Unii Europejskiej nie może przekroczyć 12 500 euro. Wyznaczenie maksymalnej stawki spowodowane jest próbą zmniejszenia nierówności wśród twórców, bez względu na ich status. Maksymalna kwota ma także zminimalizować ryzyko wyprowadzania najbardziej cenionych współczesnych dzieł poza rynek wewnętrzny Unii Europejskiej.
W polskiej ustawie określona również została minimalna kwota, w przypadku której należne jest wynagrodzenie z tytułu odsprzedaży. Wynosi ona równowartość 100 euro. Kwota ta została obniżona w stosunku do kwoty przewidzianej w unijnej dyrektywie. Podwyższenie minimalnej kwoty odebrałoby możliwość pobierania wynagrodzenia z tytułu odsprzedaży w przypadku litografii, fotografii czy też rysunku. Z drugiej jednak strony pojawiają się propozycje podwyższenia kwoty minimalnej, argumentowane opłacalnością poboru wynagrodzeń względem kosztów administracyjnych.

## Problemy z wypłatądroit de suite
Z relacji niektórych artystów takich jak Wilhelm Sasnal, czy też Laura Pawela, wynika, iż droit de suite nie zawsze działało na polskim rynku sztuki. W 2019 roku na łamach Szumu ukazał się artykuł, w którym wskazano, że mimo iż droit de suite funkcjonuje w polskim prawie już od dawna, zdarzały się problemy z otrzymaniam przez artystów wynagrodzenia z tytułu odsprzedaży dzieł sztuki. Wymienieni twórcy zarzucili największemu polskiemu domowi aukcyjnemu utrudnianie tego procesu.
Wilhelm Sasnal wskazywał, że DESA Unicum celowo odraczała wypłatę należnych twórcy pieniędzy, proponując mu ugody, czy też umowy zawierające niekorzystne dla artysty zapisy. Sasnal celem uzyskania wynagrodzenia złożył pozew do sądu. Niestety pomimo wygranej dom aukcyjny wciąż zwlekał z zapłatą należnej płatności. Zdaniem Sasnala DESA Unicum wykonała przelew dopiero po tym, jak prawnik twórcy skierował sprawę do komornika, który to zdążył zająć odpowiednią kwotę.
Niedługo po publikacji wywiadu na łamach Szumu ukazało się sprostowanie, w którym pojawia się sugestia, iż droit de suite obowiązuje na polskim rynku aukcyjnym i galeryjnym dopiero od 1 stycznia 2017 roku. Należy podkreślić, że ten mogący wprowadzić w błąd zapis oparty został na ustaleniach między Stowarzyszeniem Antykwariuszy i Marszandów Polskich oraz Związkiem Polskich Artystów Plastyków. Ustalenia te oczywiście nie stanowią podstawy prawnej. Droit de suite w polskim prawie obowiązuje od 1994 roku. Z perspektywy Domu Aukcyjnego DESA Unicum kwestia wypłaty Wilhelmowi Sasnalowi wynagrodzenia z tytułu odsprzedaży była opóźniona z powodu braku wymaganej przez dom aukcyjny dokumentacji. W opinii DESA Unicum należna kwota została wypłacona artyście trzy dni przed postępowaniem komorniczym.

## Polski rynek sztuki adroit de suite
Droit de suite nie było początkowo uwzględniane przez domy aukcyjne. Dla przykładu DESA Unicum zaczęła pobierać tę opłatę osobno od kupujących dopiero od 2016 roku. Wcześniej uznawano, iż opłata zawarta była w prowizji dla domu aukcyjnego. Kiedy artyści (jak na przykład Laura Pawela) zaczęli upominać się o wypłatę wynagrodzeń, domy aukcyjne dostrzegły, jak wysokie mogą być te kwoty. Koszty ponoszone z tytułu droit de suite przeniesione zostały zatem z kosztów zawartych w prowizji domów aukcyjnych na kupującego.
Informacje na temat opłaty od odsprzedaży zawarte są w katalogach aukcyjnych. Za przykład może tu posłużyć dzieło Magdaleny Abakanowicz Tłum III. Cena wylicytowana wynosiła 11 000 000 złotych. Nie oznacza to jednak, że taką kwotę uiścił kupujący. Do tej ceny należy doliczyć też koszty uwzględnione w sekcji „Podatki i opłaty” - czyli opłatę aukcyjną i osobno opłatę z tytułu droit de suite. Dom Aukcyjny Rempex uwzględnia koszty dodatkowe w postaci droit de suite, umieszczając w opisie dzieła symbol „*” z odpowiednią adnotacją. Z kolei Dom Aukcyjny Agra-Art stosuje oznaczenie w postaci symbolu „♣” (jego znaczenie wyjaśnione jest w regulaminie). Również w przypadku Domu Aukcyjnego Polswiss Art opłata z tytułu droit de suite oznaczana jest w katalogach za pomocą samego symbolu „●”, którego wyjaśnienie odnaleźć można dopiero w regulaminie.
Warto podkreślić, iż notowania aukcyjne, wbrew powszechnej opinii, nie zawierają informacji o droit de suite. Zawierają one cenę młotkową i cenę sprzedaży. Cena sprzedaży uwzględnia jedynie prowizję domu aukcyjnego.
W ramach Aukcji Młodej Sztuki dzieła sprzedawane przez dom aukcyjny pochodzą wprost od twórców, przez co opłata wynikająca z droit de suite nie jest naliczana. Warto przywołać sytuację, w której jedno dzieło pojawiło się na aukcjach tego typu dwukrotnie. Sytuacja ta została dostrzeżona przez autora facebookowego fanpage'a „Beka z młodej sztuki”. W obu przypadkach brakuje adnotacji o opłacie z tytułu droit de suite. Kwestia ta może wynikać z sytuacji, w której do rzeczywistej sprzedaży dzieła nie doszło, bądź zostało ono odkupione przez twórcę.

## NFTadroit de suite
NFT jest nowym zjawiskiem dla rynku aukcyjnego w Polsce. Profesor Wojciech Szafrański w odcinku podcastu „Tokenizacja rynku sztuki” powstałego w ramach audycji OFF Czarek porusza problematykę dzieł NFT oraz specyfikę rynku sztuki w tym zakresie, wysnuwając teorię, iż tworzy on wartość finansową, a nie artystyczną dzieł sztuki. Kieruje również uwagę na fakt, iż prawo NFT nie zostało dotychczas sprecyzowane, zatem nie podlega żadnym regulacjom. Jawi się to jako sytuacja pozytywna z perspektywy prawno-autorskiej dla twórców NFT ze względu na to, iż wcześniej proces posiadania był dla nich nieznany, przez co nie korzystali z prawa droit de suite. W przypadku NFT proces ten pozostaje jawny, gdyż środki w momencie sprzedaży przekazywane są prosto do twórcy dzieła. Aktualnie sprzedaż w systemie NFT nie podlega rozwiązaniu z tytułu droit de suite czy prawa autorskiego. Prowizja przychodzi od razu z tytułu sprzedaży NFT oraz może być uzyskana z tytułu droit de suite, w wyniku czego artysta potencjalnie może pobierać dwie prowizje. Kwestia ta wymaga prawnej regulacji. Dalsze prawne aspekty są ściśle uzależnione od dalszego rozwoju rynku NFT, jednakże należnym jest oczekiwanie, iż zostaną one wraz z jego rozrostem ustanowione.